# 埃温·德米尔汗
埃温·德米尔汗（土耳其語：Evin Demirhan，1995年7月2日—），土耳其女子摔跤运动员。她曾代表土耳其参加2015年和2019年欧洲运动会摔跤比赛，其中2019年欧洲运动会获得一枚铜牌。